# Pamiątkowo
Pamiątkowo is een plaats in het Poolse district Szamotulski, woiwodschap Groot-Polen. De plaats maakt deel uit van de gemeente Szamotuły en telde 1247 inwoners in 2011. De plaats werd voor het eerst genoemd in 1409.

## Verkeer en vervoer
- Station Pamiątkowo ligt op de verbinding Poznan-Szczecin.

## Sport en recreatie
Door deze plaats loopt de Europese wandelroute E11. De E11 loopt van Den Haag naar het oosten, op dit moment de grens Polen/Litouwen. Ter plaatse is de route niet gemarkeerd en komt langs de regionale weg 185P vanuit Szamotuły en Baborówko. De route kruist het spoor ter hoogte van het station, en slaat ter hoogte van een winkeltje linksaf richting Rokietnica en Kiekrz.